# East Delaware Tunnel
East Delaware Tunnel – akwedukt w stanie Nowy Jork, należący do sieci wodociągowej miasta Nowy Jork. Długość akweduktu wynosi 40 km. Akedukt biegnie pod ziemią, jest położony w górach Catskill. Został zbudowany w latach 1949-1955 w celu transportowania wody pitnej z Pepacton Reservoir oraz Rondout Reservoir. Maksymalna wartość przepływu wody w akwedukcie wynosi 1 900 000 m³ na dzień.